# لارا وندل
لارا وندل (بالألمانية: Lara Wendel)‏ هي عارضة وممثلة ألمانية، ولدت في 29 مارس 1965 بميونخ في ألمانيا.

## وصلات خارجية
- لارا وندل على موقع IMDb (الإنجليزية)
- لارا وندل على موقع ألو سيني (الفرنسية)
- لارا وندل على موقع أول موفي (الإنجليزية)
- لارا وندل على موقع قاعدة بيانات الأفلام السويدية (السويدية)
- لارا وندل على موقع قاعدة بيانات الفيلم (الإنجليزية)
- لارا وندل على موقع كينوبويسك (الروسية)